# Dionisie Florianu
Dionisie Florianu, în germană Dionysius Florianu, (n. 3 mai 1856, Racovița, Imperiul Austriac – d. 13 iulie 1921, Viena, Republica Austriacă) a fost un înalt ofițer român în armata K.u.K., ridicat în anul 1917 la gradul de general-maior imperial și înnobilat de împăratul Carol I al Austriei. În registrele militare ale Imperiului Austro-Ungar apare evidențiat sub numele Dionysius Florianu von Oltrákovicza.

## Originea și studiile

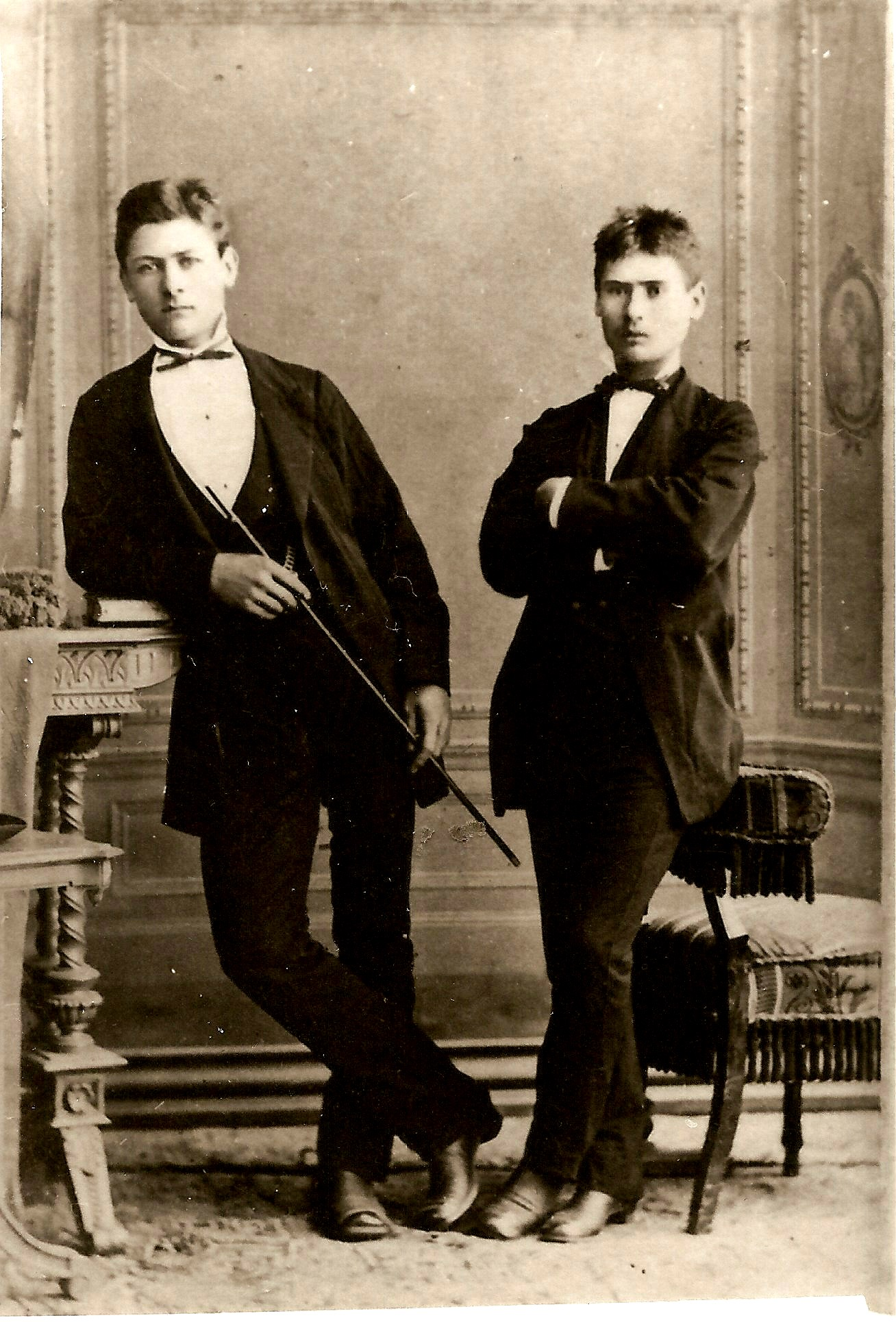
Dionisie şi Aurel Florianu elevi la Blaj

Dionisie Florianu a fost fiul parohului greco-catolic Petru Florianu din Racovița. Și-a început studiile elementare la școala confesională unită din sat. A absolvit Gimnaziul Superior din Blaj în promoția 1875-1876 cu rezultate meritorii. Cu posibilități materiale precare, părinții săi l-au îndrumat spre cariera militară. Astfel, după ce a urmat cursurile Școlii de Cadeți de pe lângă Regimentul 31 K.u.K. de infanterie din Sibiu, a fost transferat în 1879 la Regimentul de infanterie nr. 50 din Alba Iulia, unde, la data de 1 noiembrie 1881 a fost avansat la gradul de locotenent. Locotenent major în 1887, șase ani mai târziu este comandant de companie în Regimentul de infanterie nr. 85 din Leutschau, azi Levoča, Slovacia, cu grad de căpitan clasa a II-a.

## Cariera militară
Între anii 1900-1902 a fost comandant de companie în Sighetu Marmației, iar între 1906-1910, comandant de batalion în Regimentul de infanterie nr. 33 din Arad cu grad de maior. Avansat la gradul de locotenent-colonel, Dionisie Florianu a fost ofițer de stat major pentru probleme de trageri și armament, precum și comandant al Districtului de apărare din Krivošije, la Coasta Dalmatică.
Pe 1 noiembrie 1914 a fost pensionat cu grad de colonel, fiind decorat cu Ordinul Coroanei de Fier de clasa a 3-a. Scurt timp după aceea este reactivat și numit inspector al teritoriului de mine (muniții), aparținând de Comandamentul militar din Leitmeritz.
În 20 noiembrie 1917 Dionisie Florianu a fost avansat la gradul de general de brigadă (Generalmajor) și onorat ca Ofițer al Ordinului Franz Joseph. În anul 1918 a fost trecut în rândurile nobilimii cu predicatul de "von Oltrákovicza" ("de Olt-Racovița") de împăratul Carol I al Austriei. Posesor al mai multor decorații și medalii, este pensionat din nou la 1 decembrie 1918,
La începutul anului 1919 Florianu a fost ridicat în România la gradul de general de divizie. Împreună cu alți ofițeri superiori români proveniți din rândurile fostei armate austro-ungare, a participat la reorganizarea armatei române din Transilvania având funcția de locțiitor al comandamentului Secției militare din Consiliul Dirigent din Sibiu. A fost decorat în rangul de comandor al Ordinului Coroana României.

## Activitatea culturală
Paralel cu activitatea militară, Dionisie Florianu a fost membru al Comitetului de administrație al Fondului școlastic al fostului regiment orlățean între anii 1919-1921 precum și al Comitetului central al ASTRA, în 1921 fiind și președintele Comisiei de loterie al acestui for cultural. În aceste calități a purtat corespondență cu scriitorul ceh Jan Urban Jarnik pe care îl cunoștea mai de mult din serviciul militar în diverse garnizoane ale armatei.
Generalul-maior Florianu moare fulgerător la 13 iulie 1921 la Viena unde este înmormântat, soția Marianne Wiehart supraviețuindu-i doar câțiva ani.

## Varia
Cu toate că a trăit mai mult în diverse orașe ale Imperiului Austro-Ungar, memoria generalului-maior a rămas vie în amintirea bătrânilor satului, aceștia relatând cu mândrie episodul din Primul Război Mondial, când, în luna septembrie 1916, după ce trupele cezaro-crăiești au restabilit controlul asupra comunei Racovița, la cererea lor, colonelul Dionisie Florianu a venit direct de pe front și în "Plațul Ariștii", călare pe cal, a ținut o cuvântare trupelor din care el însuși făcea parte, ordonându-le să-și stabilească bivuacul lor nu în sat, ci pe „Părău' vălcelelor”.